# Mamignan Touré
Mamignan Touré (Nevers, 19 dicembre 1994) è una cestista francese.

## Carriera
Con la Francia ha disputato i Campionati mondiali del 2022.